# 竹内友
竹内 友（たけうち とも）は、日本の女性漫画家。群馬県前橋市出身。武蔵野美術大学卒業。元ラテンアメリカ専攻の競技ダンサー。

## 概要
2009年に、『月刊少年マガジン増刊　月マガGREAT』（講談社）掲載の「隣の肖像」でデビューし、2011年に『月刊少年マガジン』（同）12月号から「ボールルームへようこそ」連載を開始。途中、体調不良により休載をしたが、2017年2月号から再開。2020年1月17日に10巻発売。

## 作品リスト
- 隣の肖像（『月マガGREAT』講談社 2009年[3]
- ボールルームへようこそ（『月刊少年マガジン』講談社 2011年12月号 - 連載中、既刊12巻）